# Aïn Feka
Aïn Feka è un comune dell'Algeria, situato nella provincia di Djelfa.